# John C. Reilly
John Christopher Reilly (Chicago, 24 de maio de 1965) é um ator de cinema, teatro e televisão norte-americano. Reilly já apareceu em mais de 50 filmes desde sua estreia no cinema em 1989, a maioria deles em papéis de coadjuvantes. Foi com um papel desses, em Chicago de 2002, que obteve uma indicação ao Oscar de melhor ator coadjuvante.

## Filmografia parcial
- 1989: Pecados de Guerra - no papel de Private First Class Herbert Hatcher[4]
- 1989: Não Somos Anjos [4]
- 1990: Days of Thunder[4]
- 1990: State of Grace[5]
- 1992: Shadows and Fog[6]
- 1992: Hoffa[5]
- 1993: What's Eating Gilbert Grape[5]
- 1994: The River Wild[4]
- 1995: Dolores Claiborne[7]
- 1995: Georgia[8]
- 1996: Hard Eight[9]
- 1996: Boys[10]
- 1997: Boogie Nights[5]
- 1998: The Thin Red Line[11]
- 1999: For Love of the Game[4]
- 1999: Never Been Kissed[4]
- 1999: Magnolia[4]
- 2000: The Perfect Storm[4]
- 2002: The Good Girl[4]
- 2002: Gangs of New York[4]
- 2002: Chicago[4]
- 2002: The Hours[5]
- 2003: Anger Management[4]
- 2004: The Aviator[4]
- 2005: Dark Water[4]
- 2006: A Prairie Home Companion[4]
- 2006: Talladega Nights: The Ballad of Ricky Bobby - no papel de Cal Naughton Jr.[9]
- 2007: Walk Hard: The Dewey Cox Story[5]
- 2008: Step Brothers[4]
- 2009: 9 (filme de 2009)[4]
- 2009: Cirque du Freak: The Vampire's Assistant[4]
- 2010: Cyrus[4]
- 2011: We Need to Talk About Kevin[4]
- 2012: Carnage[4]
- 2012: Detona Ralph[4]
- 2014: Guardiões da Galáxia[4]
- 2016: O Conto dos Contos[4]
- 2017: Kong: Ilha da Caveira[4]
- 2018: Stan & Ollie com o personagem de Oliver Hardy[12]
- 2018: The Sisters Brothers[4]
- 2018: Holmes & Watson[4]